# Hindrik Bulthuis
Hindrik Jan Bulthuis (15 septembre 1865 - 27 avril 1945) est un douanier, auteur et traducteur espérantiste néerlandais. Après avoir découvert l’espéranto en 1901, il part à la retraite en 1924, date à laquelle il se consacre entièrement à l’espéranto et à sa littérature.

## Biographie
Hindrik Bulthuis nait le 15 septembre 1865 à Warffum, aux Pays-Bas,,. Il étudie dans sa jeunesse le volapük, avant de recevoir en 1899 un diplôme d’enseignant de cette langue. Entre 1889 et 1924, il travaille comme douanier, puis comme traducteur au bureau national des impôts des Pays-Bas. Il finit à la tête du service de traduction de la Haye.

### Engagement espérantiste
En 1901, Dreves Uitterdijk lui fait parvenir un livre d’apprentissage de l’espéranto, qu’il commence à étudier. Il correspond beaucoup avec les espérantistes d’autres pays, et donne des cours à la Haye. En 1910, il intègre le Comité Linguistique. À son départ à la retraite, en 1924, il se consacre entièrement à l’espéranto.

### Carrière littéraire
Hindrik Bulthuis écrit plusieurs œuvres en espéranto, tant de la création originale que des traductions. Il écrit des romans, du théâtre, de la poésie et des livres d’apprentissage de l’espéranto. Sa carrière littéraire débute en 1907 par la traduction de la comédie Les Deux Billets, de Jean-Pierre Claris de Florian. Il devient connu grâce à trois œuvres originellement en espéranto : Idoj de Orfeo (1923), Jozef kaj la edzino de Potifar (1926) et La Vila Mano (1928). En tant que poète, il publie un seul ouvrage (La Du Ŝipoj), ouvrage pour lequel il reçoit un prix[Lequel ?] à Barcelone. Entre 1907 et 1934, il publie 35 livres et brochures,.
Les critiques les plus étoffées de son œuvres sont celles de Nikolaï Vladimirovitch Nekrassov. Son style est considéré simple, classique et sans ornement, et ne marque pas d’évolution littéraire dans la langue.

## Œuvres originales

### Romans
- (eo) Neniam estas pli bone ol malfrue, 1905
- (eo) Idoj de Orfeo, 1923 (lire sur Wikisource)
- (eo) Jozef kaj la edzino de Potifar, 1926
- (eo) La Vila Mano, 1928
- (eo) Inferio, 1938

### Poésie
- (eo) La Du Ŝipoj, 1909

### Théâtre
- (eo) Onklo el Ameriko, 1908
- (eo) Malriĉa en Spirito, 1922

## Traductions
- (eo) Jean-Pierre Claris de Florian (trad. du français), Du Biletoj [« Les Deux Billets »], 1907
- (eo) Oscar Wilde (trad. de l'allemand), Salome [« Salomé »], 1910
- (eo) Steen Steensen Blicher (trad. du danois), Taglibro de Vilaĝ-pedelo, 1921
- (eo) Steen Steensen Blicher (trad. du danois), Josefa, 1922
- (eo) Frederik van Eeden (trad. du néerlandais), La Malgranda Johano [« De Kleine Johannes »] [« Le Petit Jean »], 1926
- (eo) Johannes Marius van Stipriaan Luïscius (trad. du néerlandais), Karaktero [« Karakter »], 1928
- (eo) Hendrik Conscience (trad. du néerlandais), La Leono de Flandrujo [« De Leeuw van Vlaenderen »] [« Le Lion des Flandres »], 1929
- (eo) Henrik Ibsen (trad. du norvégien), Imperiestro kaj Galileano [« Kejser og Galilæer »] [« Empereur et Galiléen »], 1930